# Denstetijevke
Denstetijevke (lat. Dennstaedtiaceae), porodica papratnjača u redu osladolike. Imenovana je po rodu Dennstaedtia. Postoji 238 priznatih vrsta.

## Opis
Ova porodica papratnjača (red Polypodiales) sadrži desetak rodova i oko 250 vrsta paprati. Dennstaedtiaceae je rasprostranjena gotovo diljem svijeta; iako je porodica najraznovrsnija u tropskim regijama, dobro je zastupljena u umjerenim florama. Većina vrsta je kopnena, ali neki rodovi sadrže vrste koje se penju na okolnu vegetaciju.
Morfologija lišća prilično je varijabilna, iako su listovi kod većine rodova obično jako podijeljeni. Mnoge vrste imaju raširene podloge. Sorusi (nakupine struktura koje proizvode spore) također su različitog oblika, ali najčešće su ili linearni i više ili manje kontinuirani duž ruba lista ili su raštrkani i kružnog do potkovastog oblika duž dijelova rubova. Često su zaštićeni zakrivljenim rubom lista ili membranskim preklopom tkiva (induzij). Kod nekih vrsta sorusi se pojavljuju zatvoreni u malim induzijalnim vrećicama. Porodica sadrži vrste s bobolikim (bilateralnim) ili loptastim (tetraedarskim) sporama.

## Rodovi
1. Microlepia C. Presl (52 spp.), mikrolepija
2. Dennstaedtia T. Moore (59 spp.), denstetija
3. Oenotrichia Copel. (2 spp.)
4. Leptolepia Mett. ex Kuhn (1 sp.)
5. Monachosorum Kunze (4 spp.)
6. Paesia A. St.-Hil. (12 spp.)
7. Hiya H. Shang (4 spp.)
8. Pteridium Gled. ex Scop. (4 spp.)
9. Hypolepis Bernh. (69 spp.)
10. Blotiella R. M. Tryon (20 spp.)
11. Histiopteris (J. Agardh) J. Sm. (11 spp.)